# جبلاوات
الجِبلاَوات (بالإنجليزية: Sarcomastigophora)‏ هيَ شُعبة مِن الطلائعيات تتضمن العديد من الكائنات الحية وحيدة الخَلية أو المُستعمرية ذاتية التغذية أو المُتغايرة.

## التصنيف
تُقسم شُعبة الجِبلاوات إلى ثلاث شُعيبات، وهيَ: السوطيات وَالجبائل وَالأعبلات. وَتعتبر الجبلاوات متعددة العرق، وهي ليست من التصنيفات المعترف بها عالمياً.
تُعتبر الجِبلاوات إما شُعبة أَسفل مملكة الطلائعيات، أو شُعيبة أسفل شُعبة الأوليات.

## التسمية
كلمة (Sarcomastigophora) ناجمة عن اتحاد كَلمتين، الأولى (Sarcodina) والثانية (Mastigophora).